# Чо Юн Сон
Чо Юн Сон (род. 22 июля 1966) — южнокорейский юрист, писатель и политик. Занимала посты министра культуры и министра по вопросам гендерного равенства.

## Биография
Родилась 22 июля 1966 года в Сеуле. В 1984 году окончила частный лицей для девочек, затем продолжила обучение в Сеульском университете, где получила степень бакалавра в области международных отношений. После этого Чо окончила
Школу права при Колумбийском университете со степенью магистра права.
Затем работала в юридической фирме «Kim & Chang». В период президентских выборов 2002 года являлась представителем Ли Хвечхана. В 2006 году перешла на работу из «Kim & Chang» в корейское отделение «Citibank». Уволилась оттуда в 2008 году после избрания в Национальное собрание.
В 2010 году стала одной из основательниц фонда памяти о Корейской войне, который занимался предоставлением стипендий потомкам ветеранов Корейской войны. С июля 2010 по март 2013 года занимала должность вице-председателя фонда. Также с июля 2010 года являлась послом доброй воли Корейского Агентства по вопросам международного сотрудничества.
В 2013 году была назначена министром по вопросам гендерного равенства и семей. В 2014 году покинула этот пост, став главным секретарём президента Пак Кын Хе по политическим вопросам. В 2015 году была вынуждена уйти с поста после того, как не смогла подготовить пенсионную реформу для госслужащих. После увольнения в течение одного года преподавала в юридическом колледже при частном женском университете.
В августе 2016 года была назначена министром культуры. Покинула пост в январе 2017 года.

## Критика
Во время обсуждения кандидатуры Чо на посты министра в 2013 и 2016 году она критиковалась за расточительность и чрезмерное потребление. В 2016 году ей также ставились в вину спекуляции с недвижимостью.
В декабре 2016 года в ходе расследования дела о коррупции Пак Кын Хе стало известно о существовании чёрного списка деятелей культуры. Чо обвинялась в участии в составлении этого списка, сама она это отрицала. В январе 2017 года Чо была арестована по обвинению в коррупции и лжесвидетельстве, и была вынуждена уйти с поста министра культуры. В феврале 2017 года против неё были выдвинуты обвинения в злоупотреблении полномочиями и лжесвидетельстве. Интересы Чо защищали 9 адвокатов, в том числе её супруг.
27 июля 2017 года Чо была признана виновной в даче ложных показаний Национальному собранию о чёрном списке. Впрочем, Центральный окружной суд Сеула приговорил её к условному заключению, и в тот же день она была освобождена.
23 января 2018 года Чо была признана виновной в участии в составлении чёрного списка деятелей культуры, критиковавших Пак Кын Хе. Она была взята под арест в зале суда и приговорена к двум годам тюрьмы помимо тех шести месяцев, которые она провела в заключении с января по июль 2017 года.

## Прочее
Написала ряд публикаций, посвящённых культуре Южной Кореи, в том числе 2 книги, также регулярно писала статьи для журналов. Одна из написанных Чо книг получила ряд премий.